# 绒果芹
绒果芹（学名：Eriocycla albescens）为伞形科绒果芹属的植物，是中国的特有植物。分布于中国大陆的蒙古、河北等地，生长于海拔500米至600米的地区，见于石灰岩干燥山坡上，目前尚未由人工引种栽培。

## 别名
滇羌活（中国种子植物科属辞典）

## 异名
- Eriocycla albescens (Franch.) Wolff var. latifolia Shan et Yuan